# بوينغ أن بي
طائرة بوينغ NB (أو طراز 21) هي  طائرة تدريب متقدمة طورت لخدمة البحرية الأميركية في عام 1923. كانت مصممة من برجين، ذو جناحين مسطحين بتصميم تقليدي عجلات متبادلة وجنازير تحت جسم الطائرة. يجلس المدرب والمتدرب في قمرتين خلف بعضهما.

## المشغلون
- بحرية الولايات المتحدة
- بيرو الطيران البحري (NB-1)

## المواصفات
الخصائص العامة
- طاقم العمل: two, pilot and instructor
- الطول: 28 قدم 9 إنش (8.76 م)
- طول الجناح: 36 قدم 10 إنش (11.23 م)
- الأرتفاع: 11 قدم 8 إنش (3.56 م)
- منطقة الجناح: 344 قدم2 (32.0 م2)
- الوزن الفارغ: 2,136 رطل (969 كجم)
- الوزن الإجمالي: 2,837 رطل (1,287 كجم)
- المحرك: 1 × Lawrance J-1, 200 حصان (149 كيلو وات) لكل

الأداء
- السرعة القصوى: 100 ميل/ساعة (160 كم/س)
- المدى: 300 ميل (480 كم)
- الحد الأقصى للخدمة: 10.200 قدم (3,110 م)
- معدل الصعود: 510 قدم / دقيقة (2.6 م/ث)

التسليح
- 1 × trainable rearward-firing .30 machine gun (optional, for gunnery training)